# Långrå
Långrå är skär i Åland (Finland). De ligger i Skärgårdshavet och i kommunen Brändö i landskapet Åland, i den sydvästra delen av landet. Öarna ligger omkring 71 kilometer nordöst om Mariehamn och omkring 230 kilometer väster om Helsingfors.
Arean för den av öarna koordinaterna pekar på är 7 hektar och dess största längd är 440 meter i nord-sydlig riktning. Trakten är glest befolkad. Närmaste större samhälle är Brändö, 17,0 km sydost om Långrå.